# المار ترو
المار ترو (استونیایی: Elmar Truu؛ زادهٔ ۱ ژانویهٔ ۱۹۴۲) سیاستمدار و نماینده سابق مجلس اهل استونی است.